# O͘
O͘、o͘  是臺灣話書寫系統之一的教會羅馬字（白話字）使用的元音字母。这个字母读作 [ɔ]。由于台湾话是声调语言，不带附加符号的字母表示一声的韵母，其他五种声调要求使用下列五种声调符号中的一个加在上面。
- Ó͘ ó͘（二声）
- Ò͘ ò͘（三声）
- Ô͘ ô͘（五声）
- Ō͘ ō͘（七声）
- O̍͘ o̍͘（八声）

## 历史
这个字母是由主要活跃于厦门的传教士罗啻于 19 世纪中期引入，作为区分闽南语韵母 /o/ 和 /ɔ/ 的方式（后来成为 ⟨o͘⟩）。其后于白话字正写法当中建立起来，在早期只有一种偶然的例外——一个例子就是杜嘉德于 1873 年编写的词典，其中他把 ⟨o͘⟩ 替换成了与英语表音音标相似的字母。）
2006 年中華民國教育部推出臺灣閩南語羅馬字拼音方案（臺羅拼音），採用能直接以英文鍵盤打出的新式拼音，O͘  在新式拼音中被 oo 給取代（若為入聲則簡寫為 o）。

## 電腦
如果用 Unicode 編碼，这个字母是由 O 加上組合附加符號字符 U+0358 ◌͘ COMBINING DOT ABOVE RIGHT 而成，不能与越南文之 Ơ 相混淆。这个字母并未很好的得到电脑字体支援，而且常常输入成 o·（使用间隔号）、o•（使用着重号）、oo 或者 ou。